# Gare de Zalaszentmihály-Pacsa
La gare de Zalaszentmihály-Pacsa (en hongrois : Zalaszentmihály-Pacsa vasútállomás) est une halte ferroviaire hongroise, située à Zalaszentmihály.